# Temporada 1990-1991 del RCD Espanyol
Dades de la Temporada 1990-1991 del RCD Espanyol.

## Fets Destacats
- 1 d'agost de 1990: Amistós: Rodez AF 2 - Espanyol 1[4]
- 19 d'agost de 1990: Amistós: CF Lloret 0 - Espanyol 6[5]
- 25 d'agost de 1990: Torneig Ciutat de Barcelona: Espanyol 2 - Reial Madrid 2, l'Espanyol vencedor per penals[6]
- 16 de setembre de 1990: Lliga: Espanyol 4 - Sevilla FC 0[7]
- 28 d'octubre de 1990: Lliga: Espanyol 5 - Reial Oviedo 0[8]
- 27 de gener de 1991: Lliga: FC Barcelona 5 - Espanyol 2[9]
- 17 de febrer de 1991: 90è Aniversari: Espanyol 4 - Legia Varsòvia 1[10]
- 7 d'abril de 1991: Lliga: Espanyol 3 - Reial Madrid 1[11]
- 9 de juny de 1991: Lliga: Espanyol 3 - Atlètic de Madrid 1[12]

## Resultats i Classificació
- Lliga d'Espanya: Setzena posició amb 34 punts (38 partits, 12 victòries, 10 empats, 16 derrotes, 39 gols a favor i 47 en contra).
- Copa d'Espanya: Eliminà el FC Torrevieja a la tercera ronda, el CE Castelló a la quarta i l'Orihuela Deportiva a la cinquena, però fou derrotat pel Reial Valladolid a vuitens de final.
- Copa Catalunya: Eliminà el CFJ Mollerussa però fou eliminat pel CE Sabadell a semifinals per penals.

## Plantilla
| P   | Jugador                 | Lliga | Lliga | Copa d'Espanya | Copa d'Espanya |
| P   | Jugador                 | PJ    | G     | PJ             | G              |
| --- | ----------------------- | ----- | ----- | -------------- | -------------- |
| POR | Vicente Biurrun         | 38    | -47   | 3              | -2             |
| POR | Carlos Meléndez         | -     | -     | 5              | -6             |
| POR | Javier Echevarría       | -     | -     | -              | -              |
| DEF | Mendiondo               | 30    | 3     | 4              | -              |
| DEF | Sergio Morgado          | 35    | -     | 7              | -              |
| DEF | Bernardino Serrano Mino | 35    | 1     | 6              | -              |
| DEF | Albert Albesa           | 32    | 1     | 7              | 1              |
| DEF | Eloy Pérez              | 28    | -     | 7              | -              |
| DEF | Fernando Maestre        | 16    | -     | 1              | -              |
| DEF | Juan Carlos Núñez       | 4     | -     | 4              | -              |
| MIG | José Aurelio Gay        | 36    | 5     | 7              | 2              |
| MIG | Wolfram Wuttke          | 26    | 9     | 4              | 3              |
| MIG | Francisco               | 23    | 2     | 1              | -              |
| MIG | Ezequiel Castillo       | 22    | 1     | 2              | -              |
| MIG | Gabino Rodríguez        | 17    | 2     | 2              | -              |
| MIG | Javier Zubillaga        | 14    | -     | 4              | 1              |
| MIG | Diego Orejuela          | 12    | -     | 4              | -              |
| MIG | Ángel Luis              | 9     | -     | -              | -              |
| MIG | Luis Martín             | 6     | -     | 3              | -              |
| MIG | José Luis Gestoso       | -     | -     | 1              | -              |
| DAV | Andreas Ogris           | 29    | 4     | 4              | 1              |
| DAV | Xavier Escaich          | 26    | 5     | 7              | 3              |
| DAV | Nasko Sirakov           | 24    | 3     | 5              | 2              |
| DAV | Màgic Díaz              | 19    | 2     | 8              | -              |
| DAV | Àlex Garcia             | 6     | 1     | 6              | 1              |
| DAV | Manolo Baena            | -     | -     | 2              | -              |
| DAV | Francis Cabral          | -     | -     | -              | -              |